# ルカシュ・ロソル
ルカシュ・ロソル（Lukáš Rosol, 1985年7月24日 - ）は、チェコ・ブルノ出身の男子プロテニス選手。これまでにATPツアーでシングルス2勝、ダブルス3勝を挙げている。自己最高ランキングはシングルス26位、ダブルス37位。身長193cm、体重81kg。右利き、バックハンド・ストロークは両手打ち。
当時世界ランキング100位だった2012年ウィンブルドン選手権男子シングルス2回戦で世界ランキング2位・4大大会11回優勝のラファエル・ナダルを破った選手である。また、2011年全仏オープン男子シングルスでは世界ランク8位のユルゲン・メルツァーにも勝利している。
デビスカップチェコ代表としてトマーシュ・ベルディハらと共に2度の優勝に貢献した。

## 来歴
6歳からテニスを始め2004年にプロに転向。4大大会では2007年全豪オープンで予選に初挑戦したがなかなか突破することが出来ず2010年全米オープンの予選決勝で杉田祐一を6-1, 6-2で破り初出場した。1回戦でトミー・ロブレドに4-6, 3-6, 1-6で敗れた。

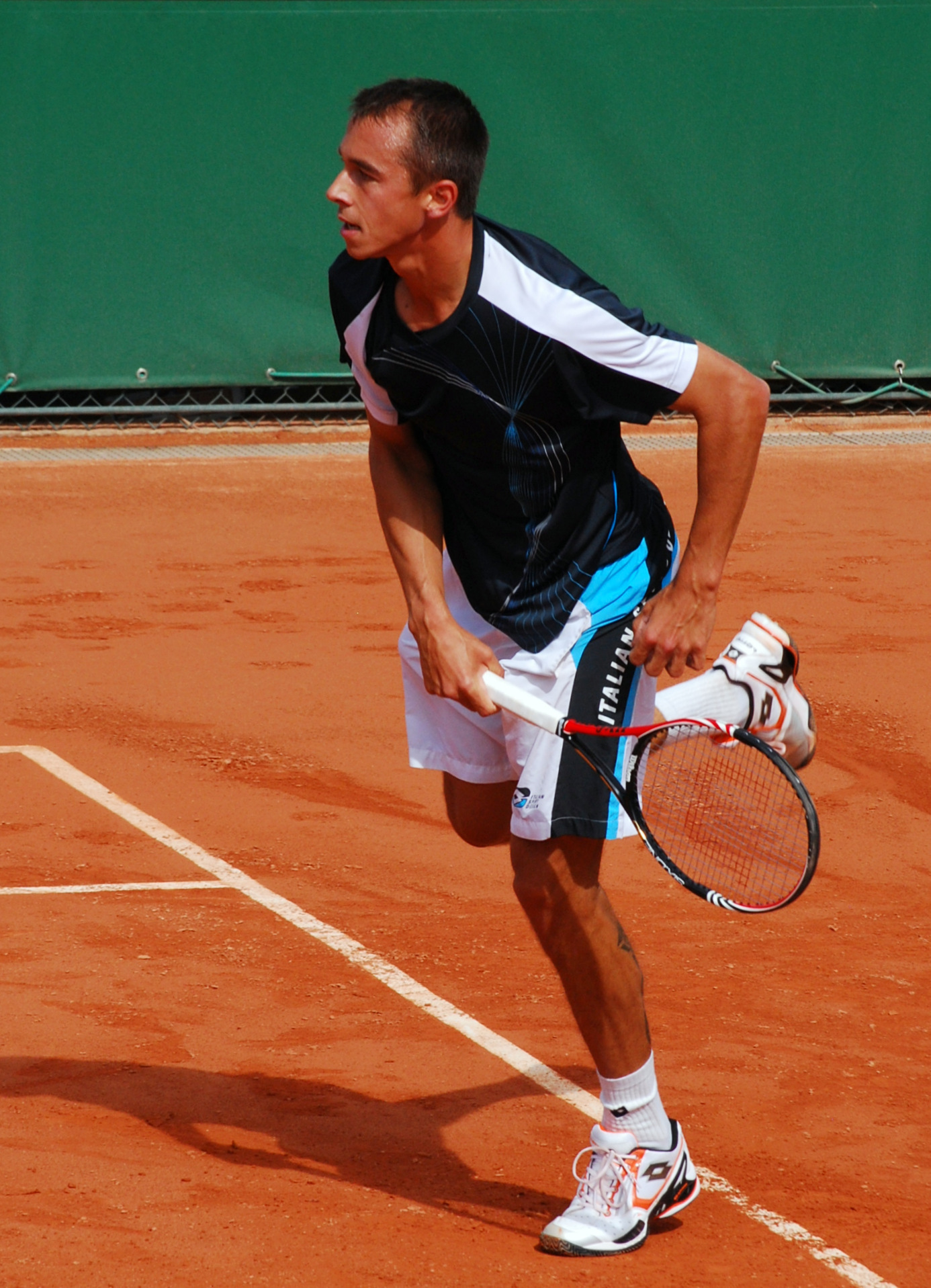
2011年全仏オープンにて

2011年全仏オープンでは2回戦で第8シードのユルゲン・メルツァーを6-7(4), 6-4, 4-6, 7-6(3), 6-4のフルセットで破り3回戦に進出した。3回戦ではフアン・イグナシオ・チェラに2-6, 4-6, 6-3, 6-7(5)で敗れた。
2012年1月のカタール・エクソンモービル・オープンではフィリップ・ポラーシェクと組んだダブルスでツアー初の決勝に進出し、決勝でフィリップ・コールシュライバー/クリストファー・カス組を6–3, 6–4で破り初優勝を果たした。
2012年ウィンブルドン選手権では2回戦で第2シードのラファエル・ナダルに6-7(9), 6-4, 6-4, 2-6, 6-4のフルセットで勝利した。過去5年連続で予選敗退していた世界ランキング100位のロソルが、過去出場5回連続で決勝に進出し2度優勝している2位のナダルを破る番狂わせを起こした。ナダルはこの試合を最後に膝の故障のため7カ月の長期欠場を余儀なくされている。ロソルは3回戦でフィリップ・コールシュライバーに2-6, 3-6, 6-7(6)で敗れた。デビスカップ2012決勝でチェコはスペインを3勝2敗で破り優勝した。ロソルは決勝での出場機会はなかったが32年ぶりの優勝メンバーの一人になった。
2013年のカザフスタンとのデビスカップ準々決勝ではトマーシュ・ベルディハが欠場したためロソルはエースとして出場しアンドレイ・ゴルベフを4-6, 6-4, 6-2, 7-6(6)、エフゲニー・コロレフを7-6(5), 6-7(2), 7-6(5), 6-2で破りチェコの勝利に貢献した。大会後のランキングで46位になり初めてトップ50入りを果たした。BRDナスターゼ・ティリアク・トロフィーでツアー初のシングルス決勝に進出しギリェルモ・ガルシア＝ロペスを6–3, 6–2で破りシングルスツアー初優勝を果たした。
2014年8月のウィンストン・セーラム・オープンの決勝でイェジ・ヤノヴィッツを3–6, 7–6(3), 7–5で破りシングルスツアー2勝目を挙げた。
私生活では2008年にチェコの陸上競技選手デニサ・ロソロバと結婚したが2011年に離婚している。2013年にチェコの女優ミハエラ・オホツカと婚約し2015年7月に結婚した。

## ATPツアー決勝進出結果

### シングルス: 4回 (2勝2敗)
| 大会グレード                            |
| グランドスラム (0-0)                    |
| ATPワールドツアー・ファイナル (0-0)     |
| ATPワールドツアー・マスターズ1000 (0-0) |
| ATPワールドツアー・500シリーズ (0-0)    |
| ATPワールドツアー・250シリーズ (2–2)    |

| サーフェス別タイトル |
| ハード (1–0)         |
| クレー (1-2)         |
| 芝 (0-0)             |
| カーペット (0-0)     |

| 結果   | No. | 決勝日        | 大会                   | サーフェス | 対戦相手                         | スコア           |
| ------ | --- | ------------- | ---------------------- | ---------- | -------------------------------- | ---------------- |
| 優勝   | 1.  | 2013年4月28日 | ブカレスト             | クレー     | ギリェルモ・ガルシア＝ロペス     | 6–3, 6–2         |
| 準優勝 | 1.  | 2014年4月27日 | ブカレスト             | クレー     | グリゴール・ディミトロフ         | 6–7(2), 1–6      |
| 準優勝 | 2.  | 2014年7月13日 | シュトゥットガルト     | クレー     | ロベルト・バウティスタ・アグート | 3–6, 6–4, 2–6    |
| 優勝   | 2.  | 2014年8月23日 | ウィンストン・セーラム | ハード     | イェジ・ヤノヴィッツ             | 3–6, 7–6(3), 7–5 |

### ダブルス: 3回 (3勝0敗)
| 結果 | No. | 決勝日         | 大会     | サーフェス    | パートナー                   | 対戦相手                                            | スコア      |
| ---- | --- | -------------- | -------- | ------------- | ---------------------------- | --------------------------------------------------- | ----------- |
| 優勝 | 1.  | 2012年1月6日   | ドーハ   | ハード        | フィリップ・ポラーシェク     | フィリップ・コールシュライバー クリストファー・カス | 6–3, 6–4    |
| 優勝 | 2.  | 2013年10月20日 | ウィーン | ハード (室内) | フロリン・メルジャ           | ダニエル・ネスター ユリアン・ノール                 | 7-5, 6-4    |
| 優勝 | 3.  | 2014年7月27日  | ウマグ   | クレー        | フランティシェク・チェルマク | ドゥシャン・ラヨビッチ フランコ・シュクゴール       | 6–4, 7–6(5) |

## デビスカップ

### 優勝 (2)
| 年     | チェコチーム                                                                                           | ラウンド/相手                                                                                         |
| ------ | --- | --- |
| 2012年 | トマーシュ・ベルディハ ラデク・ステパネク ルカシュ・ロソル イボ・ミナール フランティシェク・チェルマク | 1R:チェコ 4–1 イタリア QF: チェコ 4–1 セルビア SF: チェコ 4–1 アルゼンチン FN: チェコ 3–2 スペイン    |
| 2013年 | トマーシュ・ベルディハ ラデク・ステパネク ルカシュ・ロソル ヤン・ハジェク イジー・ベセリー             | 1R: スイス 2–3 チェコ QF: カザフスタン 1–3 チェコ SF: チェコ 3–2 アルゼンチン FN: セルビア 2–3 チェコ |

## 4大大会シングルス成績
略語の説明
| W | F | SF | QF | #R | RR | Q# | LQ | A | Z# | PO | G | S | B | NMS | P | NH |

W=優勝, F=準優勝, SF=ベスト4, QF=ベスト8, #R=#回戦敗退, RR=ラウンドロビン敗退, Q#=予選#回戦敗退, LQ=予選敗退, A=大会不参加, Z#=デビスカップ/BJKカップ地域ゾーン, PO=デビスカップ/BJKカッププレーオフ, G=オリンピック金メダル, S=オリンピック銀メダル, B=オリンピック銅メダル, NMS=マスターズシリーズから降格, P=開催延期, NH=開催なし.
| 大会           | 2007 | 2008 | 2009 | 2010 | 2011 | 2012 | 2013 | 2014 | 2015 | 2016 | 2017 | 2018 | 2019 | 通算成績 |
| -------------- | ---- | ---- | ---- | ---- | ---- | ---- | ---- | ---- | ---- | ---- | ---- | ---- | ---- | -------- |
| 全豪オープン   | LQ   | LQ   | A    | A    | LQ   | 1R   | 2R   | 1R   | 2R   | 3R   | A    | A    | LQ   | 4–5      |
| 全仏オープン   | A    | LQ   | LQ   | LQ   | 3R   | 2R   | 2R   | 1R   | 3R   | 1R   | LQ   | A    | 1R   | 6–7      |
| ウィンブルドン | LQ   | LQ   | LQ   | LQ   | LQ   | 3R   | 1R   | 2R   | 2R   | 1R   | 2R   | A    | LQ   | 5–6      |
| 全米オープン   | LQ   | A    | LQ   | 1R   | 1R   | LQ   | 1R   | 1R   | 2R   | 1R   | LQ   | LQ   | LQ   | 1–6      |